# Куцев Володимир Миколайович
Володимир Миколайович Куцев (нар. 5 квітня 1954, Бендери, Молдавська РСР) — радянський футболіст та арбітр, виступав на позиції нападника, український та російський інспектор футбольних матчів.

## Життєпис
Вихованець ДЮСШ-2 міста Бендери. У 1971 році дебютував у дублі «Молдови» (Кишинів). У 1972—1975 роках за «Ністру» провів 67 матчів, відзначився 4 голами (у 1974 році у вищій лізі — 9 матчів). 1976 рік провів у другій лізі у складі СКА Одеса. У 1977-1980 роках виступав за «Дніпро» (Дніпропетровськ), у 1981 році провів дві гри за «Колос» (Нікополь) у першій лізі, у 1982-1983 роках — 32 матчі у вищій лізі за «Шахтар» (Донецьк). Завершив кар'єру в 1984—1985 роках у команді другої ліги «Прикарпаття» (Івано-Франківськ).
Судья республіканської категорії. У 1989 році обслуговував матчі другої і другої нижчої ліг СРСР. У 1993—1999 роках як головний арбітр провів 47 матчів чемпіонату України. Потім інспектор матчій у змаганнях України та Криму.
Брат В'ячеслав (народився 1952) — футболіст, Анатолій (1959—2016) — футболіст, тренер, суддя.